# Katerina Stathi
Katerina Stathi (* 1971) ist eine deutsche Sprachwissenschaftlerin an der Universität Münster.

## Leben
Von 1989 bis 1993 studierte sie griechische Philologie an der Universität Athen und erwarb von 1993 bis 2001 den Magister Artium in den Fächern Allgemeine Sprachwissenschaft, Historisch-Vergleichende Sprachwissenschaft (Indogermanistik), Phonetik an der Universität zu Köln. Nach der Promotion 2008 im Fach Allgemeine Sprachwissenschaft an der Universität zu Köln ist sie seit 2018 Professorin für Deutsche Sprachwissenschaft an der Universität Münster.
Ihre Schwerpunkte sind Lexikologie, Semantische/Lexikalische Typologie, Kognitive Semantik, Idiomatizität, Phraseologie, Konstruktionen, Morphosyntax, Modalität, Evidentialität, Sprachwandel, Grammatikalisierung, aktueller/rezenter Sprachwandel im Deutschen, Sprachvergleich, kontrastive Linguistik, Deutsch typologisch und Korpuslinguistik, empirische Methoden der Sprachwissenschaft.

## Schriften (Auswahl)
- Lexical and grammatical properties of idioms. A corpus-based approach to figurative verb phrases. Köln 2008, OCLC 740913888.
- mit Elke Gehweiler und Ekkehard König (Hg.): Grammaticalization. Current views and issues. Amsterdam 2010, ISBN 978-90-272-0586-5.